# ایستگاه متروی وست‌مینستر
ایستگاه متروی وست‌مینستر (انگلیسی: Westminster tube station) یکی از ایستگاه‌های متروی لندن است.
این ایستگاه که در شهر وست‌مینستر قرار دارد در سال ۱۸۶۸ تأسیس شده و جزئی از خط سیرکل، خط ناحیه متروی لندن و خط جوبیلی می‌باشد.